# ماركو سافيتش (لاعب كرة الماء)
ماركو سافيتش (بالألمانية: Marko Savic)‏ هو لاعب كرة الماء ألماني، ولد في 11 يناير 1981 في بلغراد في صربيا.

## وصلات خارجية
- ماركو سافيتش على موقع أوليمبيديا (الإنجليزية)